# Pachamama

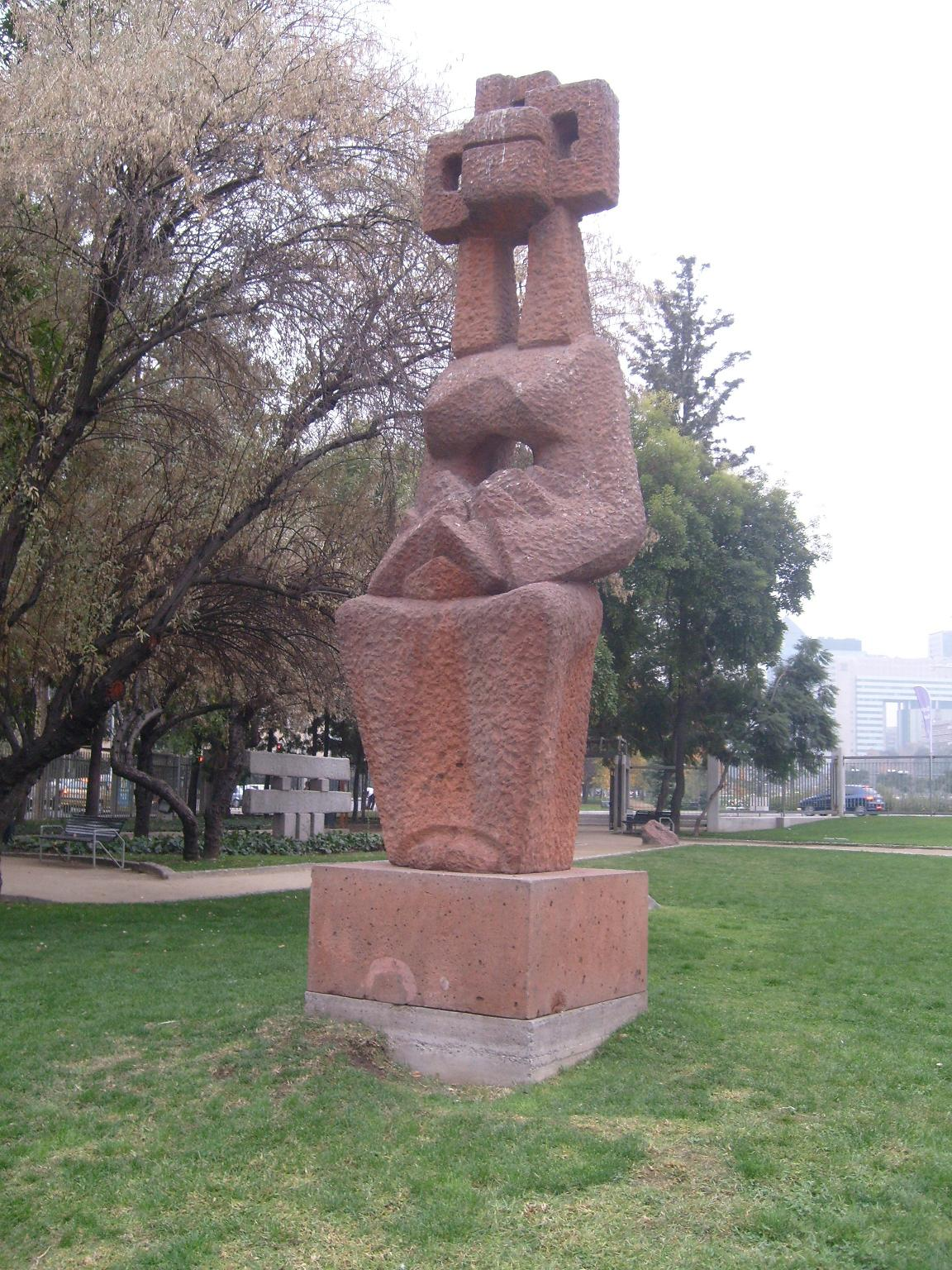
Pachamama. Skulptur av Marta Colvin i Santiago de Chiles skulpturpark.

Pachamama eller Mama Pacha är en drakliknande natur- och fruktbarhetsgudinna hos folket i Inkariket i dagens Peru, Bolivia, Chile, Colombia och Argentina.
Hon är syster och möjligen maka till Pachacamac eller Inti. Hon är fortfarande den viktigaste gudinnan i denna region av Anderna och identifieras med moder Jord. Hon anses orsaka jordbävningar och lamadjur offras till henne. Hon står också för kärleken, och små statyetter av henne kan man ge som gåvor till dem man älskar. Man brukar även ge Pachamamastatyetter till personer som har otur i livet, för att hon ska bryta förbannelsen och bringa dem lycka igen. Statyetten representerar också sexlusten hos varje individ och symboliserar en kallelse för sexuellt umgänge.
Namnet Pachamama betyder Moder Jord på Quechua.